# 9 Hydrae
9 Hydrae, som är stjärnans Flamsteed-beteckning, är en ensam stjärna belägen i den sydvästra delen av stjärnbilden Vattenormen. Den har en skenbar magnitud på 4,87 och är synlig för blotta ögat där ljusföroreningar ej förekommer. Baserat på parallaxmätning inom Hipparcosuppdraget på ca 15,9 mas, beräknas den befinna sig på ett avstånd på ca 205 ljusår (ca 63parsek) från solen. Den rör sig närmare solen med en heliocentrisk radialhastighet på ca –2 km/s.

## Egenskaper
9 Hydrae är en orange till gul jättestjärna av spektralklass K0 III CNII, där suffixnoten anger ett överskott av dicyan i spektrumet. Den ingår i röda klumpen, vilket betyder att den befinner sig på den horisontella jättegrenen och genererar energi genom termonukleär fusion av helium i dess kärna. Den har en massa som är ca 1,7 solmassor, en radie som är ca 11 solradier och utsänder från dess fotosfär ca 54 gånger mera energi än solen vid en effektiv temperatur av ca 4 700 K.